# BMW G 650-serie
De G 650-serie is een serie motorfietsen van het merk BMW.

## Voorgeschiedenis
BMW was in het begin van de jaren negentig in samenwerking met Aprilia en motorleverancier Rotax begonnen met de ontwikkeling van 650cc-eencilinders, die men samenbracht in de F 650-serie. Deze low-budget modellen waren bestemd voor jonge rijders die tot op dat moment niet tot de BMW-klandizie behoorden. De serie was weliswaar succesvol, maar werd toch vanaf 2006 geleidelijk vervangen door 800cc-tweecilinders, de F 800-serie. Aanvankelijk waren dit nog functionele machines die pasten in het "normale", zakelijke programma van BMW. Toch was BMW langzamerhand bezig deze zakelijkheid te laten varen en meer "speelse" modellen uit te brengen. Dat was al in 2005 begonnen met de HP2-serie, die uitsluitend bestond uit tamelijk dure 1200cc-boxermotoren zonder enige vorm van functionaliteit. Ook de F 800 R viel als min of meer "ruige" naked bike in deze categorie, maar was al meer betaalbaar voor beginnende rijders.

## G 650-serie
Na de introductie van de F 800-serie, die al bedoeld was voor jongere rijders die een motorfiets in de betaalbare middenklasse zochten, bracht BMW in 2007 een nieuwe serie motorfietsen op de markt, die dit keer als "fun"-motor bedoeld waren. Na de samenwerking met Rotax aan de F 650-serie en de F 800-serie, zette BMW de samenwerking met dit bedrijf voort toen de G 650 ontwikkeld werd. De serie bestond aanvankelijk uit een enduromotor, een allroad en een supermotard, maar BMW had echt drie totaal verschillende motorfietsen gebouwd. Net als de F 650-serie en de F 800-serie zat de brandstoftank onder het zadel. De modellen van de G 650-serie stonden niet bij de dealer, ze werden op bestelling gemaakt. De machines kostten tussen de 9.000 en 10.000 euro en de serie werd geen groot succes. In 2010 lag de productie stil, maar er was kennelijk toch een voorraad opgebouwd waaruit nog machines geleverd werden. Wel werd eind 2010 nog een model aan de serie toegevoegd: de G 650 GS.

### Motor
De vloeistofgekoelde staande eencilinder-DOHC-motor met vier kleppen had brandstofinjectie. Dat gaf bij vrijwel alle merken die dit principe gebruikten problemen met de afstelling, en BMW had daar als pionier ook als eerste last van gehad, toen de R 1150-serie met 101mm-boring op de markt kwam. Nu liep zelfs een eencilinder met 100mm-boring uitstekend op injectie. De geregelde driewegkatalysator was standaard gemonteerd. Er was een dry-sumpsmeersysteem toegepast.

### Rijwielgedeelte

#### Frame
Alle modellen hadden een stalen brugframe, waarvan de hoofdbalken rechtstreeks van het balhoofd naar het scharnierpunt van de achtervork liepen.

#### Aandrijflijn
De machines hadden een in de motor geïntegreerde meervoudige natte plaatkoppeling, een vijfversnellingsbak en, net als de F650 Funduro uit 1993, een kettingaandrijving. Vanwege zijn terreinvaardigheid had de Xchallenge een kortere gearing.

#### Wielen en wielophanging
Alle machines hadden een stalen brugframe en een 45 mm Upside Down voorvork. De voorvork was uiteraard wel aangepast aan het gebruiksdoel van de verschillende modellen. Alle modellen hadden achter een monodemper, waarbij alleen van de Xchallenge een luchtdemper was. Er was geen enkelzijdige wielophanging toegepast.

#### Remmen
Alle modellen hadden één schijfrem in het voorwiel en één in het achterwiel, waarbij het ABS door een simpele druk op de knop uitgeschakeld kon worden. De Xchallenge had wave-schijven.

## G 650 Xchallenge
De Xchallenge was een echte enduromotor, met Metzeler Sahara noppenbanden en de luchtschokdemper die ook op de HP2 Enduro was toegepast, maar op die motor, onder andere vanwege de warmtegevoeligheid, problemen had gegeven. Hij had ook grotere wielen voor het gebruik in het terrein: een 21 inch voorwiel en een 18 inch achterwiel. De zithoogte was vrij groot, 930 mm, vanwege de lange veerwegen (vóór en achter 270 mm). Door zijn terreingeschiktheid was de Xchallenge voor gebruik op de weg veel te zacht afgeveerd. De machine was goed geschikt voor tamelijk harde ondergrond, maar niet voor het mulle zand.

## G 650 Xcountry
De Xcountry was, ondanks de naam, een straatmodel met een allroad uitstraling. BMW noemde het model "scrambler", en dat dekt de lading redelijk. De machine was eigenlijk het meest geschikt als commuter bike voor stadsgebruik en woon-werkverkeer. In 2009 werd het model nog opgewaardeerd met een veel lager verstelbaar zadel en een verstelbaar koppelingshendel.

## G 650 Xmoto
De Xmoto was een supermotard, die alleen geschikt was voor straatgebruik. Hij had 17-inchgietwielen en een klein stuurkuipje. De machine kwam op de markt op een moment dat supermotards steeds populairder werden. De vering was veel strakker dan die van de Xchallenge. Het ABS greep vooral op het achterwiel vrij snel in, waardoor het bij sportief gebruik het beste uitgeschakeld kon worden.

## G 650 GS
In november 2010 werd dit nieuwe model geïntroduceerd. BMW had de eencilinder-F 650 GS met ingang van het modeljaar 2008 vervangen door de F 650 GS-tweecilinder, met een 800cc-motor. Met de nieuwe 650cc-motor van de G 650-serie was de herintroductie van een dergelijke eencilinder enerzijds logisch, maar de Nederlandse importeur bracht het model niet actief op de markt, omdat hij concurrentie vreesde voor de GS-en uit de F 800-serie. Wel is de G650GS op bestelling leverbaar. BMW zette met de nieuwe G 650 GS vooral in op zuinigheid: de machine zou bij 90 km/h slechts drie liter op 100 km (1:32) verbruiken. De motor was iets minder krachtig dan die van de rest van de G 650-serie, maar de tank was, gericht op het toeristische karakter van de machine, aanmerkelijk groter.

## G 650 GS Sertão
De G 650 GS Sertão werd al in het najaar van 2011 aan de pers gepresenteerd, maar zou pas in 2012 leverbaar worden, ook in Nederland. De machine was uiteraard gebaseerd op de G 650 GS, maar had meer "offroad" kenmerken, zoals en 17 inch achterwiel en een iets grotere wielbasis. Er was een carterbeschermer gemonteerd, maar ook een verlengd spatbord, hoger windscherm en een uitschakelbaar ABS.

## Technische gegevens
|                | G 650 Xchallenge                                             | G 650 Xcountry                                               | G 650 Xmoto                                                  | G 650 GS                                                     | G 650 GS Sertão                                              |
| -------------- | ------------------------------------------------------------ | ------------------------------------------------------------ | ------------------------------------------------------------ | ------------------------------------------------------------ | ------------------------------------------------------------ |
| Periode        | 2007-                                                        | 2007-                                                        | 2007-                                                        | 2011-                                                        | 2012-                                                        |
| Categorie      | enduromotor                                                  | allroad                                                      | supermotard                                                  | allroad                                                      | allroad                                                      |
| Motortype      | eencilinder DOHC-motor met vier kleppen en brandstofinjectie | eencilinder DOHC-motor met vier kleppen en brandstofinjectie | eencilinder DOHC-motor met vier kleppen en brandstofinjectie | eencilinder DOHC-motor met vier kleppen en brandstofinjectie | eencilinder DOHC-motor met vier kleppen en brandstofinjectie |
| Bouwwijze      | dwarsgeplaatste staande eencilinder                          | dwarsgeplaatste staande eencilinder                          | dwarsgeplaatste staande eencilinder                          | dwarsgeplaatste staande eencilinder                          | dwarsgeplaatste staande eencilinder                          |
| boring         | 100 mm                                                       | 100 mm                                                       | 100 mm                                                       | 100 mm                                                       | 100 mm                                                       |
| slag           | 83 mm                                                        | 83 mm                                                        | 83 mm                                                        | 83 mm                                                        | 83 mm                                                        |
| Cilinderinhoud | 652 cc                                                       | 652 cc                                                       | 652 cc                                                       | 652 cc                                                       | 652 cc                                                       |
| Max. Vermogen  | 39 kW/53 pk bij 7.000 tpm                                    | 39 kW/53 pk bij 7.000 tpm                                    | 39 kW/53 pk bij 7.000 tpm                                    | 35 kW/48 pk bij 5.000 tpm                                    | 35 kW/48 pk bij 5.000 tpm                                    |
| Max. Koppel    | 60 Nm bij 5.250 tpm                                          | 60 Nm bij 5.250 tpm                                          | 60 Nm bij 5.250 tpm                                          | onbekend                                                     | onbekend                                                     |
| Topsnelheid    | 165 km/h                                                     | 170 km/h                                                     | 170 km/h                                                     | onbekend                                                     | onbekend                                                     |
| Drooggewicht   | 144 kg                                                       | 149,5 kg                                                     | 147 kg                                                       | onbekend                                                     | onbekend                                                     |
| Tankinhoud     | 9,5 liter                                                    | 9,5 liter                                                    | 9,5 liter                                                    | 14 liter                                                     | 14 liter                                                     |
| Frame          | stalen brugframe                                             | stalen brugframe                                             | stalen brugframe                                             | stalen brugframe                                             | stalen brugframe                                             |
| Aandrijving    | kettingaandrijving                                           | kettingaandrijving                                           | kettingaandrijving                                           | kettingaandrijving                                           | kettingaandrijving                                           |